# El penalti más largo del mundo
El penalti más largo del mundo es una película española, dirigida por el director y guionista Roberto Santiago, basada en un relato del escritor argentino Osvaldo Soriano, titulado El penal más largo del mundo.
Esta película cuenta con la principal atracción del actor protagonista Fernando Tejero. En esta película comparte protagonismo especialmente con Marta Larralde y María Botto.
Tuvo una buena acogida en los cines españoles durante las primeras semanas después de su estreno, aunque posteriormente las críticas no fueron del todo positivas.

## Sinopsis
Fernando (Fernando Tejero) es el portero suplente de un equipo de Tercera Regional llamado Estrella Polar. No ha jugado un solo minuto en toda la temporada, pero durante el último partido de la liga, en el cual su equipo va ganando por un gol a cero y se juegan el ascenso a Segunda Regional, el portero titular se lesiona y el árbitro pita un penalti en contra de su equipo. En ese momento llega la oportunidad de Fernando, el cual es el encargado de parar el penalti. Justo en el momento en el que el jugador del equipo contrario se dispone a lanzarlo,  unos hinchas descontrolados y molestos con la decisión del colegiado saltan al terreno de juego y el partido es suspendido. Se resolverá la semana siguiente en el mismo campo, sin público y con los mismos jugadores. Ello implica que Fernando es el encargado de intentar parar el penalti y tiene una semana para prepararse. Si consigue pararlo, su equipo ascenderá a Segunda Regional por primera vez en toda su historia.

## Reparto
- Fernando Tejero interpreta al personaje de Fernando Díaz. Fernando es el típico chico sin ningún tipo de ambición por el futuro, que trabaja en un supermercado de barrio como reponedor de estanterías y productos. En su tiempo libre es el portero suplente de un equipo de fútbol de Tercera Regional y no ha jugado ni un minuto en toda la temporada. Está enamorado de la hija de su entrenador, Cecilia. Tiene una hermana tan perdida como él, con la que vive y discute constantemente, pero en el fondo lo que quiere es lo mejor para ella. Al principio nadie le presta atención, pero cuando es él el que tiene que parar el penalti todos se vuelcan en su bienestar, algo de lo que Fernando se aprovecha de forma sutil.

- Marta Larralde interpreta a Cecilia. Es la hija de Santos (el entrenador del equipo) y mantiene una relación amorosa con el portero titular (Román). Al principio desprecia a Fernando pero poco a poco empieza a cogerle cariño gracias a que la hace reír y a su buen corazón. Es amiga de Ana y confía en ella, además son compañeras de trabajo en el bar del barrio.

- María Botto interpreta al personaje de Ana Díaz. Es la hermana de Fernando y amiga de Cecilia. Mantiene una relación amorosa con Khaled, aunque no termina de ser feliz con este y empieza a salir con Santos, contra la voluntad de su hermano. Trabaja en el bar del barrio con Cecilia.

- Carlos Kaniowsky interpreta al personaje de Santos. Santos es el entrenador del Estrella Polar, sufre y se desvive por su trabajo y el equipo. Confía ciegamente en Román y nada en Fernando. Está soltero, es el padre de Cecilia e intenta convencerla para que salga con Fernando y que este esté motivado para parar el penalti.

- Benito Sagredo interpreta a  Román. Es el portero titular del equipo, algunos equipos grandes le han echado el ojo, pero el Estrella Polar no lo vende porque es la estrella. Quiere al equipo y se desvive por él. Es creído y estirado y mantiene una relación sentimental con Cecilia. En su relación es celoso y posesivo. Empieza a tener celos de Fernando cuando Cecilia sale con él para motivarlo.

- Fernando Cayo interpreta a Bilbao. Jugador del equipo y casado con Julia. Ambos tienen un hijo que se llama Diego. Se ha quedado sin trabajo y no sabe cómo contárselo a su esposa.

- Javier Gutiérrez interpreta a Rafa. Es el encargado el quiosco del barrio. Suele aconsejar a sus amigos del barrio y narra los partidos del equipo de fútbol con una gran pasión y emoción.

- Cristina Alcázar interpreta al personaje de Julia. Esposa de Bilbao y madre de un hijo. Desea poder ir de vacaciones a La Manga del Mar Menor, algo que está difícil porque su esposo se ha quedado sin trabajo y ahora todo depende de si el equipo asciende o no a Segunda Regional y de las primas que los jugadores obtendrían por las gesta.

- Luis Callejo interpreta a  Khaled. Tiene un hijo y mantiene una relación sentimental desde hace un año con Ana, aunque esta relación no termina de funcionar. Es musulmán y compañero de trabajo y de equipo de Fernando.

- Enrique Villén interpreta al personaje de Adrián. Adrián es el dueño del supermercado donde trabaja Fernando y el presidente del equipo de fútbol. Desea sobre todas las cosas que todo le vaya bien a su equipo y lucha y se preocupa por ello.

- Héctor Colomé interpreta al personaje de Rodríguez.[2]

### Resto del elenco
| Intérprete           | Personaje                    |
| -------------------- | ---------------------------- |
| Josean Bengoetxea    | Lino                         |
| Adrián Portugal      | Dieguito                     |
| Chani Martín         | Arbitro                      |
| Alejandro Casaseca   | Numero 11                    |
| Nawras Lehim         | Abdullah                     |
| Víctor Barba         | Masajista                    |
| Javier Coromina      | Auxiliar                     |
| José María Sacristán | Encargado gasolinera         |
| Iris Ocaña           | Pava 1                       |
| Leonor Martín        | Pava 2                       |
| Rafa Castejón        | Camarero                     |
| Víctor Pimiento      | Equipo Estrella Polar 02     |
| Raúl Alberto Sánchez | Equipo Estrella Polar 03     |
| Óscar Barrero        | Equipo Estrella Polar 04     |
| Tomás Fuente         | Equipo Estrella Polar 05     |
| Rubén Andujar        | Equipo Estrella Polar 06     |
| Dimcho Pilichev      | Equipo Estrella Polar 07     |
| David Sánchez Calvo  | Equipo Estrella Polar 09     |
| José Luis Alonso     | Equipo Estrella Polar 10     |
| José Antonio Puerta  | Equipo Estrella Polar 11     |
| Alejandro Puerta     | Equipo Estrella Polar 12     |
| Marco Zamora         | Equipo Estrella Polar 15     |
| David Hermosilla     | Equipo Deportivo Butarque 01 |
| Rubén Pérez          | Equipo Deportivo Butarque 02 |
| Jorge Plaza          | Equipo Deportivo Butarque 03 |
| Mario Ramos          | Equipo Deportivo Butarque 04 |
| Iván Fernández       | Equipo Deportivo Butarque 05 |
| José Ignacio Andujar | Equipo Deportivo Butarque 06 |
| Enrique Seoane       | Equipo Deportivo Butarque 07 |
| Martirio Castro      | Equipo Deportivo Butarque 08 |
| Eugenio Martin       | Equipo Deportivo Butarque 09 |
| Mohamed Bashir       | Equipo Deportivo Butarque 10 |
| Antonio Benavente    | Equipo Deportivo Butarque 12 |
| Jay Grant            | Equipo Deportivo Butarque 14 |
| Álvaro San Millán    | Equipo Deportivo Butarque 15 |
| Juan César Pimiento  | Equipo Deportivo Butarque 25 |
| Juanjo Ruíz          | Periodista Deportivo         |

## Producción
La historia de El penalti más largo del mundo comenzó a desarrollarse en 2001 aunque no fue hasta 2003 cuando su director y guionista terminó el guion definitivo.
Finalizada su primera película, Hombres felices, y cuando todavía no se había estrenado en la gran pantalla, a Roberto Santiago, tras leer en prensa el relato del argentino Osvaldo Soriano El penal más largo del mundo, le surgió la idea de escribir una obra donde se combinase fútbol y comedia. Ayudado por su productora Tornasol, la cual le proporcionó diferentes relatos del autor argentino, quisieron desarrollar una historia donde no solo el fútbol fuese el protagonista de la misma, sino una historia cómica donde se narrasen distintas historias de amor entre los protagonistas sirviendo como excusa el deporte rey.
En 2001 Roberto Santiago, impulsado por su productora Tornasol y basada en el relato del argentino Osvaldo Soriano comenzó a escribir la historia del guion que luego trasladaría al cine. Tras el estreno de Días de fútbol (2003) de David Serrano, al director y guionista de esta película le pudieron surgir las dudas de la comparativa que habría entre ambas por la posible similitud en la temática, pero muy pronto esas dudas se esfumaron, ya que se comprobó que eran películas que trataban historias totalmente opuestas y que solo tienen en común el fútbol y a Fernando Tejero quien aparece en el reparto de ambas películas.
Fernando Tejero, el protagonista principal de la película y uno de los actores más populares de España, se dio a conocer a partir de 2003, cuando apareció en la película Días de fútbol (2003) de David Serrano y en la serie de televisión Aquí no hay quien viva del grupo Antena 3. Pese a que el estreno de la película fue después de que se convirtiese en uno de los actores más famosos y mediáticos del cine español, Roberto Santiago se fijó en él mucho antes de que eso ocurriese y pese a la fama adquirida y su revalorización como actor, Fernando Tejero no renunció en ningún momento al papel que se le había encargado participando así en el rodaje de la misma.

## Rodaje
Tras un laborioso campo de trabajo que llevó a Roberto Santiago a pasar muchísimo tiempo en las gradas y aledaños de campos de fútbol de distintos barrios madrileños como el de Vallecas  observando el ambiente de antes, durante y después de los partidos de regional, las escenas fueron rodadas por el equipo de rodaje en Canillejas y Carabanchel.
Roberto Santiago tenía previsto que el rodaje durase unas ocho semanas pero finalmente fueron siete semanas y media las que duró el mismo. Debido a que la mayoría de los actores no había practicado el deporte rey nunca, el rodaje se convirtió en un trabajo arduo y complicado.
Se llevó a cabo un programa de entrenamiento dirigido por el exfutbolista del Real Madrid, Luis Hernández, con el objetivo de que los actores que participaban en las escenas del campo de fútbol se familiarizasen con este deporte. Así pues, la parte más complicada de rodar fue la del campo de fútbol ya que las escenas estaban totalmente coreografiadas y el rodaje se llevó a cabo en pleno mes de julio bajo un intenso calor sofocante.
Finalmente, las consecuencias del duro trabajo que llevaron a cabo los actores en las escenas del rodaje se vieron reflejadas en que dos de ellos, Benito Sagredo  y Fernando Tejero acabaron ingresados en el hospital.

## Estreno y taquilla
El penalti más largo del mundo fue estrenada en la gran pantalla el 9 de marzo de 2005 en más de 200 salas cinematográficas. El director, Roberto Santiago, fue nominado en el año 2006 en los Premios  Goya a la categoría de Mejor Guion Adaptado.
Se estimó que la película tuvo más de un millón de espectadores en las salas de cine de todo el país. Entró en la lista de las 25 películas más taquilleras a nivel internacional entre el 1 de enero y el 15 de agosto de 2005, colocándose en el puesto 21 de la lista con 4,7 millones de euros de recaudación en las taquillas de los distintos cines de la geografía española.
En el ámbito español, se situó como la segunda película más taquillera del año, solo por detrás de El Reino de los Cielos, la cual también es considerada como española por contar con gran cantidad de capital nacional.
Solo en el primer mes tras su estreno en cartelera, la película protagonizada por Fernando Tejero, ya había sido vista por 621.316 espectadores, recaudando casi 3 millones de euros.
Para muchos críticos cineastas, el gran éxito que obtuvo la película en los cines lo achacaron a la enorme tirada que el protagonista de la misma tenía en esos momentos, más que a la calidad cinematográfica que tenía la película.
La encargada de su distribución fue Cameo, una compañía de gestión de recursos audiovisuales, que comercializa cinematografía independiente, documentales, musicales en DVD, Blu Ray y las distintas plataformas en línea. Entre algunas de las películas más destacadas que esta compañía de distribución ha distribuido, se encuentra la recientemente estrenada y gran triunfadora de la XXVII edición de los Premios Goya, Blancanieves, del director Pablo Berger.

## Críticas
Las críticas a esta película por lo general no han sido positivas. Para la mayoría, el director ha desperdiciado una gran oportunidad de hacer un retrato social, con una pizca de crítica hacía la situación que se deriva del paro, la falta de ilusiones y ambiciones y lo que ello puede suponer para los habitantes de un extrarradio.
Javier Ocaña del diario  (El País) que comentó: “Roberto Santiago ha desperdiciado una gran oportunidad para ofrecer un delirante y divertido retrato social no exento de amargura. Ni los elementos románticos ni los sociales funcionan en absoluto, y aún menos la gracia de las secuencias de comedia de enredo cercanas al vodevil.”
Javier Cortijo del diario (ABC) mencionó en su evaluación: “El "míster" Santiago comete un habitual fallo técnico: descuidar las bandas, en este caso las intrahistorias de los pringadillos habitantes de esa masa social de extrarradio. Aunque para pasar sin complicaciones el carrusel ocioso dominical, funciona.”.
Carlos Marañón de (Cinemanía) dijo sobre la película: "La popularidad del Tejero televisivo hace al filme depender demasiado de las chanzas del actor de moda. La parodia supera de largo a la acidez que provoca el paro, la falta de ilusiones y la mediocridad satisfecha. Valoración: regular."
Francisco Marinero del diario (El Mundo) dijo: "No hay imágenes ni diálogos divertidos, todo se fía a la comicidad personal de Fernando Tejero, el protagonista absoluto. Lo mejor: la amabilidad del cuadro costumbrista"